# Дубенский, Алексей Владимирович
Алексе́й Влади́мирович Дубе́нский (род. 22 июля 1967) — советский и российский футболист, защитник, полузащитник.

## Карьера

### Клубная
Воспитанник ДЮСШ ЗСМК Новокузнецк. В 1984—1988 годах защищал цвета новокузнецкого «Металлурга». В 1989 году перешёл в «Кузбасс». В 1995 году подписал контракт с клубом «Чкаловец», однако, по окончании сезона вернулся в «Кузбасс». Во всех соревнованиях за кемеровский клуб провёл 268 матчей, забил 23 мача.

### Тренерская
В 2000 году входил в тренерский штаб «Кузбасса».

## Достижения
- Бронзовый призёр 4-й зоны Второй лиги СССР (2): 1987, 1988
- Бронзовый призёр зоны «Сибирь» Второго дивизиона России: 1994